# ザ・ケネディ/マーシャル・カンパニー
ザ・ケネディ/マーシャル・カンパニー（The Kennedy/Marshall Company, KM）は、アメリカ合衆国の映画製作会社である。カリフォルニア州サンタモニカを本拠地とし、1992年にキャスリーン・ケネディとフランク・マーシャル夫妻によって設立された。

## 主なフィルモグラフィ
- 生きてこそ Alive（1993）タッチストーン・ピクチャーズ、パラマウント映画と共同製作
- Milk Money（1994）パラマウント映画と共同製作
- コンゴ Congo（1995）パラマウント映画と共同製作
- The Indian in the Cupboard（1995）コロンビア ピクチャーズ、パラマウント映画と共同製作
- Olympic Glory（1999）
- シックス・センス The Sixth Sense（1999）ハリウッド・ピクチャーズ、スパイグラス・エンターテインメントと共同製作
- ヒマラヤ杉に降る雪 Snow Falling on Cedars（1999）ユニバーサル・ピクチャーズと共同製作
- A Map of the World（2000）
- ボーン・アイデンティティー The Bourne Identity（2002）ユニバーサル・ピクチャーズと共同製作
- サイン Signs（2002）タッチストーン・ピクチャーズ、スパイグラス・エンターテインメントと共同製作
- シービスケット Seabiscuit（2003）ユニバーサル・ピクチャーズ、ドリームワークス、スパイグラス・エンターテインメントと共同製作
- Young Black Stallion（2003）
- ボーン・スプレマシー The Bourne Supremacy（2004）ユニバーサル・ピクチャーズと共同製作
- Mr. 3000（2004）タッチストーン・ピクチャーズ、スパイグラス・エンターテインメントと共同製作
- ミュンヘン Munich（2005）ドリームワークス、ユニバーサル・ピクチャーズと共同製作
- Hoot（2006）ニュー・ライン・シネマと共同製作
- Roving Mars（2006）
- ボーン・アルティメイタム The Bourne Ultimatum（2007）ユニバーサル・ピクチャーズと共同製作
- 潜水服は蝶の夢を見る The Diving Bell and the Butterfly（2007）ミラマックスと共同製作
- ペルセポリス Persepolis（2007）
- ベンジャミン・バトン 数奇な人生 The Curious Case of Benjamin Button（2008）パラマウント映画、ワーナー・ブラザースと共同製作
- スパイダーウィックの謎 The Spiderwick Chronicles（2008）パラマウント映画、ニコロデオン・ムービーズと共同製作
- 正義のゆくえ I.C.E.特別捜査官 Crossing Over（2009）
- 崖の上のポニョ Ponyo（2009）英語版製作
- エアベンダー The Last Airbender（2010）パラマウント映画と共同製作
- ヒア アフター Hereafter（2010）ワーナー・ブラザースと共同製作
- タンタンの冒険/ユニコーン号の秘密 The Adventures of Tintin: Secret of the Unicorn（2011）パラマウント映画、コロンビア映画、ドリームワークス、アンブリン・エンターテインメント、エルジェ・スタジオと共同製作
- 戦火の馬 War Horse（2011）タッチストーン・ピクチャーズ、ドリームワークス、リライアンス・エンターテインメント、アンブリン・エンターテインメントと共同製作
- ボーン・レガシー The Bourne Legacy（2012）ユニバーサル・ピクチャーズと共同製作
- リンカーン Lincoln（2012）タッチストーン・ピクチャーズ、ドリームワークス、20世紀フォックス、リライアンス・エンターテインメント、アンブリン・エンターテインメントと共同製作
- ジェイソン・ボーン Jason Bourne（2016）ユニバーサル・ピクチャーズと共同製作
- ハドソン川の奇跡 Sully（2016）ヴィレッジ・ロードショー・ピクチャーズ、ワーナー・ブラザースと共同製作